# Melvyn Lorenzen
Melvyn Lorenzen (* 26. November 1994 in London, England) ist ein deutsch-englisch-ugandischer Fußballspieler.

## Karriere

### Verein
Lorenzens Vater stammt aus Uganda und seine Mutter aus Deutschland. Sein Nachname kommt von der Mutter. Der Vater heißt Drake Mugisa. Nach Anfängen bei den Jugendvereinen SpVgg Putlos, Oldenburger SV und Holstein Kiel wechselte er im Sommer 2013 zu Werder Bremen, wo er zunächst für die zweite Mannschaft in der Regionalliga Nord spielte. Nachdem er mehrmals am Training der in der Bundesliga spielenden Profimannschaft unter Trainer Robin Dutt teilgenommen hatte, bestritt der Offensivspieler am 5. Oktober 2013 im Auswärtsspiel gegen den VfB Stuttgart ab der 88. Minute sein Bundesligadebüt. Bis dahin hatte er lediglich fünf Regionalligaspiele bestritten. Dutt wollte mit der Einwechslung von Lorenzens Kopfballstärke profitieren. Im Heimspiel gegen Hannover 96 im Dezember 2014 gehörte er zum ersten Mal zur Startformation und erzielte in der 55. Minute sein erstes Bundesligator. Mit der zweiten Mannschaft stieg er am Ende der Regionalligasaison 2014/15 in die 3. Liga auf. Im Sommer 2017 wechselte er in die Eredivise zu ADO Den Haag. Nachdem sein im Sommer 2019 ausgelaufener Vertrag nicht verlängert worden war, schloss sich Lorenzen im September 2019 dem ukrainischen Erstligisten Karpaty Lwiw an. Zu Beginn des Jahres 2021 heuerte er in Indonesien bei Persela Lamongan an und unterschrieb einen Einmonatsvertrag, der sich bei guter Leistung im Vorbereitungsturnier verlängert. Doch ohne dort ein Ligaspiel absolviert zu haben, war er anschließend wieder vereinslos und ging dann im folgenden August zum irischen Verein Sligo Rovers. Für den Erstligisten bestritt Lorenzen bis zum Jahresende sieben Partien, ehe er wieder ohne Klub war. Im September 2022 nahm ihn der deutsche Regionalligist Wormatia Worms unter Vertrag. Für den Klub aus Worms bestritt er 17 Ligaspiele. Nach der Saison wurde sein Vertrag im Sommer 2023 nicht verlängert. Im Sommer 2023 zog es ihn nach Asien, wo er in Thailand einen Vertrag beim Zweitligisten Nakhon Ratchasima FC unterschrieb. Am Ende der Saison 2023/24 feierte er mit dem Verein aus Nakhon Ratchasima die Meisterschaft der zweiten Liga sowie den direkten Wiederaufstieg in die erste Liga. Nach dem Aufstieg wurde sein Vertrag nicht verlängert. Im Juni 2024 nahm ihn der Erstligist BG Pathum United FC unter Vertrag. In der Hinrunde 2024/25 bestritt er für BG 13 Ligaspiele. Im Januar 2025 wechselte er auf Leihbasis zum ebenfalls in der ersten Liga spielenden Muangthong United. Am 24. Mai 2025 stand er mit Muangthong im Finale des FA Cups, das man mit 3:2 gegen den Meister Buriram United verlor. Nach der Ausleihe, in der er 13 Ligaspiele für Muangthong bestritt, kehrte er zu BG zurück. Hier wurde jedoch sein Vertrag nicht verlängert. Im Juni 2025 nahm ihn Muangthong fest unter Vertrag.

### Nationalmannschaft
Lorenzen debütierte am 31. Mai 2016 für die ugandische A-Nationalmannschaft; sein Team verlor mit 0:2 gegen Simbabwe. Er betonte jedoch, dass dies erstmal sein einziger Einsatz bleiben soll, um sich weitere Optionen offen zu halten, gegebenenfalls auch für die deutsche oder englische Nationalmannschaft (Geburtsland) zu spielen.

## Erfolge
Nakhon Ratchasima FC
- Thailändischer Zweitligameister: 2023/24  ▲

Muangthong United
- Thailändischer Pokalfinalist: 2024/25